# Guy Clarkson
Pour les articles homonymes, voir Clarkson.
George Eliott « Guy » Clarkson (né le 1er janvier 1891 à Toronto, mort le 9 octobre 1974 à Londres) est un joueur britannique de hockey sur glace.

## Famille
Sa mère, une Anglaise, rejoignit le dominion durant son adolescence, son père en revanche descend de colons anglais sur deux générations.

## Carrière
Guy Clarkson étudie l'ingénierie à l'université de Toronto et joue dans l'équipe universitaire, les Varsity Blues. Après son premier diplôme en 1913, il vient en Angleterre pour étudier la chimie à l'université de Leeds où il rencontre Anna qu'il épousera en 1919.
Il commence à jouer pour le Princes Ice Hockey Club, qui représente l'Angleterre au Championnat de la LIHG en 1914 et qui remporte la compétition. Il est également arbitre.
Pendant la Première Guerre mondiale, il sert comme soldat. Après, il est employé par son beau-père, Max Mannaberg, industriel de l'acier dans le nord de l'Angleterre et en Écosse. En 1920, il représente la Grande-Bretagne à la Coupe Bouvier à Saint-Moritz. Dans les années 1920, Clarkson s'installe à Londres où lui et son épouse ont sept enfants.
Guy Clarkson fait partie de l'équipe nationale de Grande-Bretagne qui remporte la médaille de bronze aux Jeux olympiques de 1924 à Chamonix. D'abord sélectionné comme entraîneur, il doit être joueur lors de trois matchs du tournoi. Il avait disputé auparavant le match de sélection de l'équipe entre l'armée et les civils.
Comme sa femme est d'origine juive, il décide de revenir au Canada début août 1939 après avoir visité l'Autriche, peu après l'Anschluss en 1938, profitant du tout dernier voyage de la reine Elizabeth Bowes-Lyon. Clarkson fonde une imprimerie à Buffalo, aux États-Unis. Clarkson rentre en Angleterre après sa vente en 1958.